# Мряка здіймається
«Мряка здіймається» (англ. The Shadow Rising) – четвертий роман з циклу «Колесо часу» (англ. The Wheel of Time) американського письменника Роберта Джордана в жанрі епічного фентезі. Роман опублікувало видавництво Tor Books, він побачив світ 15 вересня 1992 року. У романі  393 823 слів, він є найдовшим у циклі й складається з 58 глав, але вперше не має пролога.
У романі простежуються чотири сюжетні лінії. Ранд ал-Тор стає вождем аїльців, Метрім Коутон вдруге проходить через тер'ангреал, позначений червоним одвірком, дізнається свою долю, отримує дари й платить за них, Перрін захищає Дворіччя від тролоків, Найнів перемагає в двобої прокляту Могідін,  а в Білій вежі стається переворот — владу захопила червона айя на чолі з Елайдою, блакитні аяй оголошені поза законом.

## Короткий зміст
У попередньому романі Ранд ал-Тор здобув в Тірі кришталевий магічний меч, який не меч,  Калландор, чим підвердив у першу чергу для себе те, що він нове втілення Дракона, могутнього чарівника минулої ери. Заволодіти мечем йому допомагають аїльці, які прийшли з Трьохкратної землі, так називають нещадну пустелю, розташовану за гірським перевалом Хребет Дракона. В результаті битви Ранд знищує одного з 13 проклятих Ішамаеля, який був одним з найсильніших слуг Темного. Коли на Тір напали дві групи тролоків, послані проклятими Саммаелем та Семірейдж, Ранд створює за допомогою Калландора бурю блискавок й знищує нападників. 
Ранд, Мет та Морейн Сідай проходять через тер'ангреал з червоним одвірком, і там, у світі аельфіннів їм дають відповіді на запитання, пророкуючи їхню долю. Читачу розповідається тільки про відповіді, які отримав Мет — його доля одружитися з Донькою дев'яти місяців, він повинен піти в Руїдіан, бо інакше помре, він помре й знову житиме, він втратить половину світла світу, щоб урятувати світ. Мет нічого з цих пророцтв не зрозумів. Ранд і Морейн не бажають говорити про те, що їм напророкували.

### Аїльська пустеля
Закріпивши свою владу в Тирі, Ранд, за допомогою портального каменю, який зберігся ще з часів Епохи Легенд, переносить аїльців разом із Метом, Егвейн та Морейн до Аїльської пустелі, де на нього чекають племена аїльців.  Аїли бачать у Ранді кар'а'карна, вождя вождів, обіцяного пророцтвом. За цим пророцтвом кар'а'карн знищить їх, але деякі вціліють, тоді як без нього загинуть усі. Щоб підтвердити свої перензії на вождівство серед аїлів, Ранд повиненен відвідати Руїдін — древнє місто з могутніми магічними артефактами. Разом із ним у Руїдін входять Мет, Морейн та Ав'єнда — діва списа, яка залишає його щоб стати мудрою, бо  має великий талант до направлення Єдиної сили. 
У Руїдіані Ранд довідується про історію аїлів, які раніше були пацифістами, й отримує відзначки дракона на обидві руки на підтвердження того, що він кар'а'карн. Мет входить у тер'ангеал з червоним одвірком, прагнучи роз'яснень, але місцеві ільфінни не відповідають на запитання — вони дають дари за плату. Мет не знає правил гри, а тому висловлює бажання мимоволі й випадково, ільфінни обдаровують його, а за плату вішають на Дереві життя. Однак Ранд обрізає зашморг і рятує друга. Дари Мет отримав безцінні.
Мудрі прикріпляють Ав'єнду до Ранда, щоб вона вчила його аїльським звичаям. Більша частина аїлів визнає Ранда своїм вождем, але шайдо відмовляються, і між аїлами починається громадянська війна. Ранд перемагає в бою проклятого Асмодіана, а Ланфіра обмежує його доступ до Єдиної сили з тією метою, щоб він навчав Ранда.

### Дворіччя
У рідному селі Перрін застає напружену ситуацію — загрожують водночас тролоки й Діти світла. Є там також дві айз-седай: Верін Матвін та Аланна Мосвані, які шукають потенційних учениць. З допомогою батьків Ранда й Мета Перрін організує людей проти тролоків, його починають називати лорд Перрін або Перрін Золотоокий (золотистий колір очей від уміння спілкуватися з вовками). Перед битвою Перрін одружується з Фаїл і посилає її в Кемлін до королеви Моргейз за допомогою. Діти світла вимагають видачі Перріна, бо він уже раніше вбивав декого з них. Перрін погоджується за умови, що Діти допоможуть відбити напад тролоків. Але Діти залишалися осторонь під час битви, й селяни та  допомога, яку привела Фаїл, проганяють їх.

### Танчіко в Тарабоні
У місті Танчіко Елейн та Найнів висліджують прокляту Могедьєн та чорну аджу й відбирають у них чоловічий а'дам. Вони також зустрічають Баїл Домона й шончанку Егеанін. А ще вони здружуться з панархом Аматерою й здобувають печатку від в'язниці Темного. Найнів та Могедьєн сходяться в двобої, і сили у  них рівні. Найнів вдається накласти на прокляту екран, але одна айз-седай з чорної аджі використовує  тер'ангреал, що  продукує пекельний вогонь, що дозволило Могедьєн утекти.

### Біла вежа
Мін Фаршо прибула у Білу вежу з доповіддю амирлін. Вона залишається, прикидаючись Елміндредою: дурненькою жінкою, що не може вибрати між двома претендентами. Елайда організує змову й скидає з посади амирлін-сіт Сюань Санче та її хранительку хронік Леану Шаріф; Елайда стає амирлін, чимало айз-седай утікають. Сюань та Леана відрізані від Єдиної сили й не можуть більше каналювати, до них повертається зовнішність тих часів, коли вони почали. Мін вдається звільнити Сюань і Леану  й усі три вони втікають з допомогою Гавіна Траканда. Втікаючи, вони беруть з собою фальшивого Дракона Логейна, якого теж відрізали від Єдиної сили.

## Зовнішні посилання
- Детальний опис кожної глави на http://www.encyclopaedia-wot.org [Архівовано 24 травня 2019 у Wayback Machine.]